# Humlenäbbfly
Humlenäbbfly (Hypena rostralis) är en fjärilsart som beskrevs av Carl von Linné 1758. Humlenäbbfly ingår i släktet Hypena och familjen nattflyn. Arten är reproducerande i Sverige. Inga underarter finns listade.

## Bildgalleri

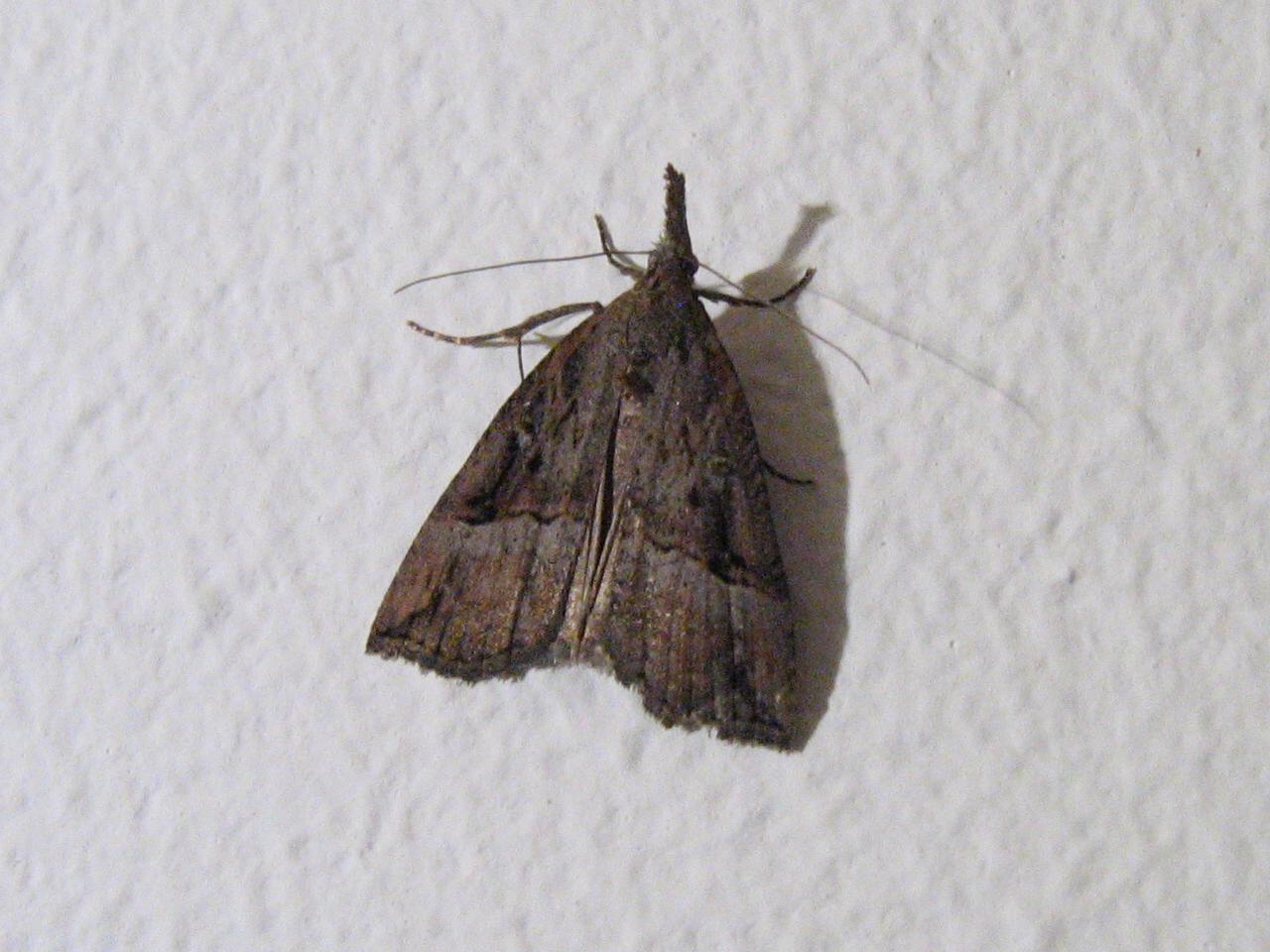
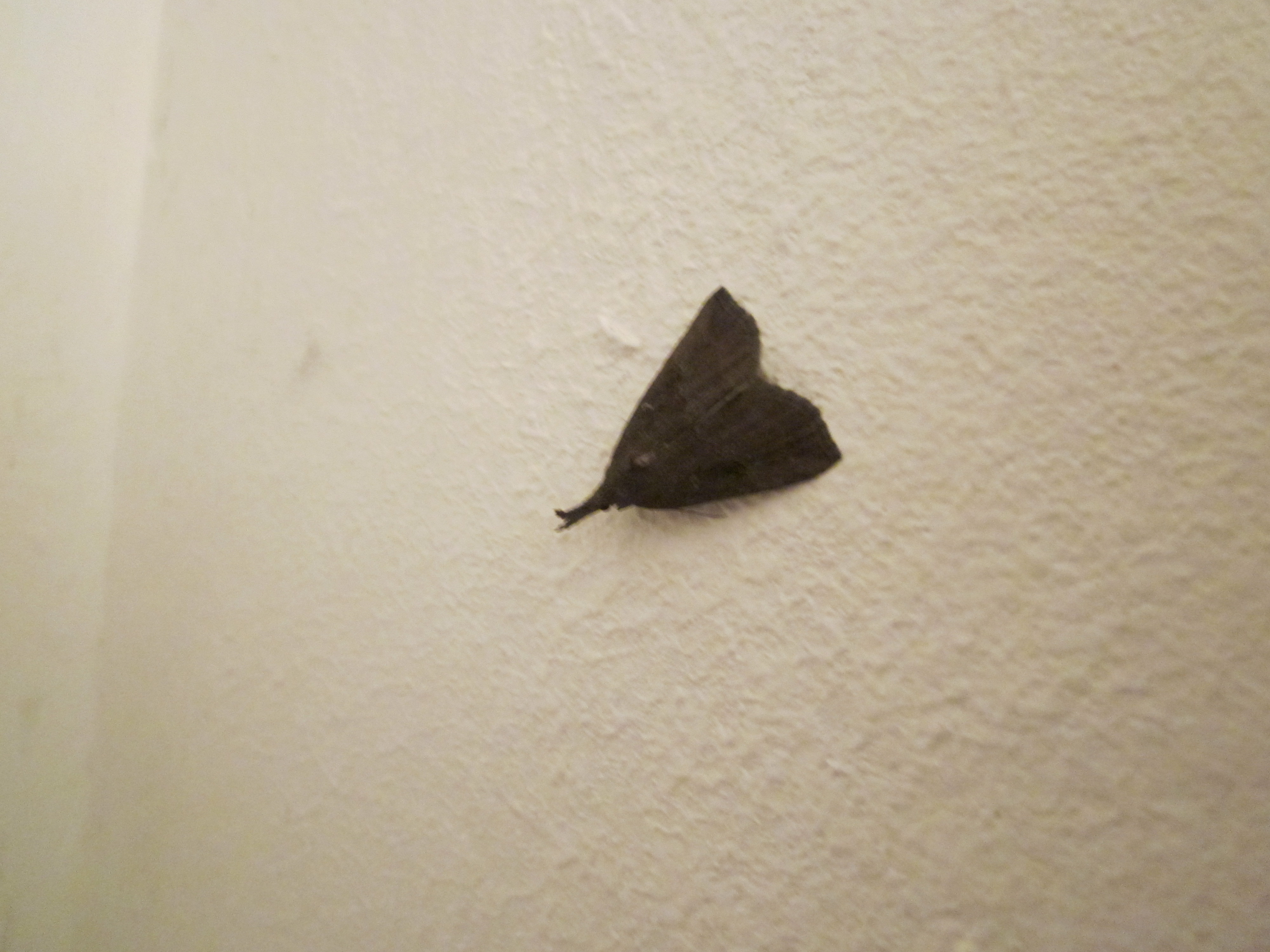
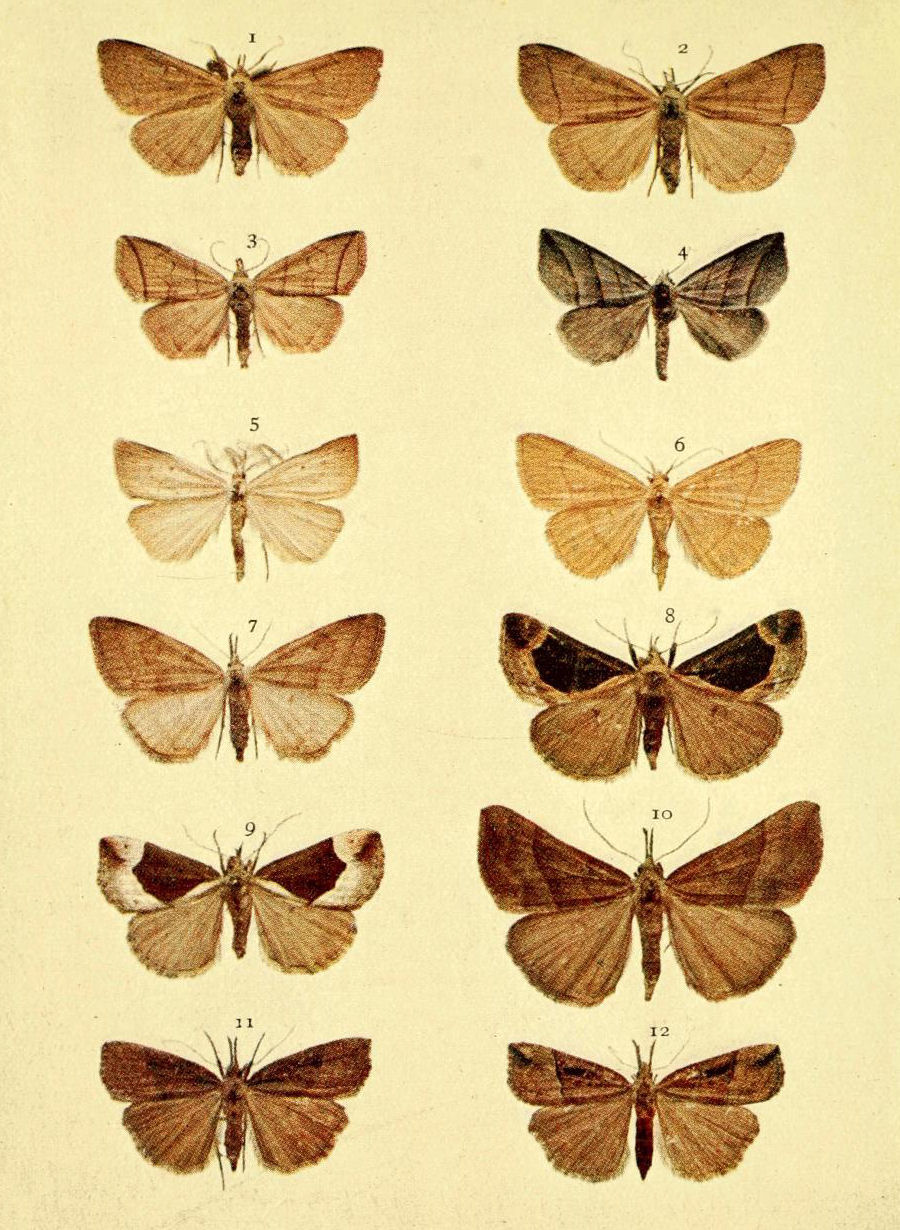
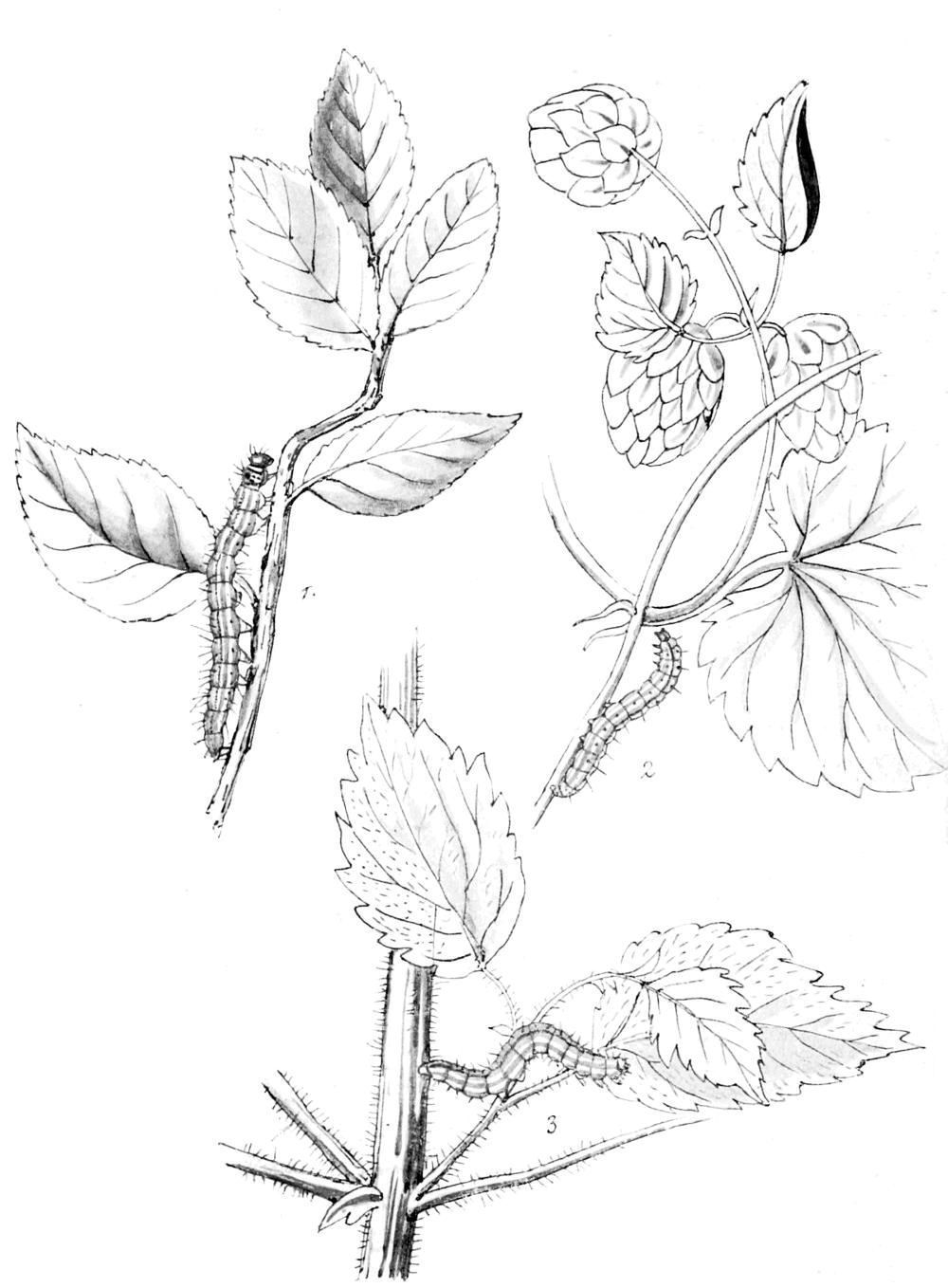
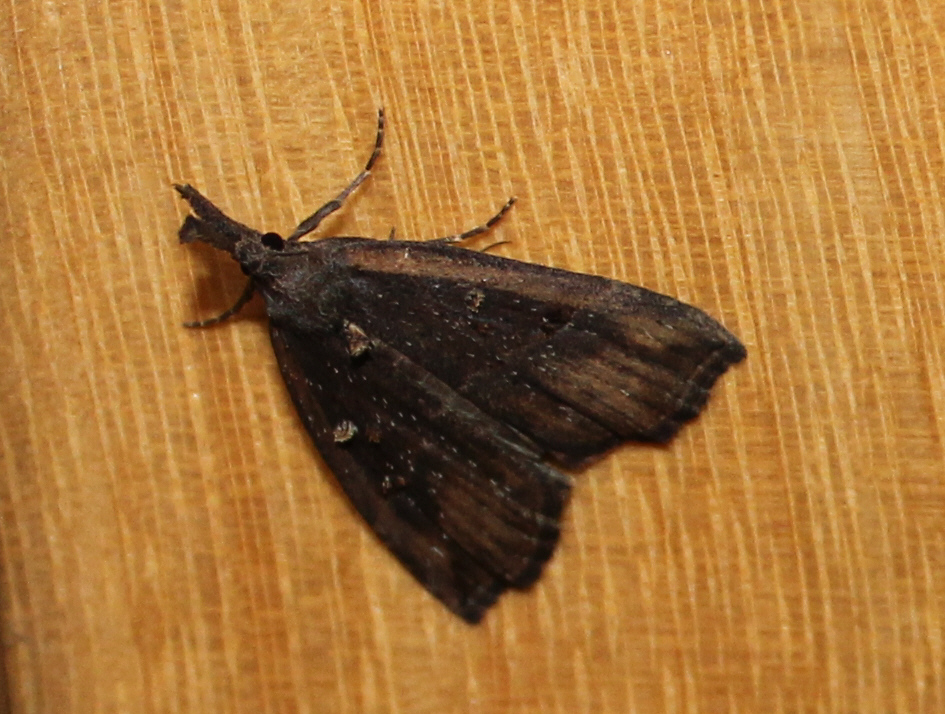